# Ariane Lüthi
Ariane Lüthi (* 8. Oktober 1983 in Thun), ehemals bekannt als Ariane Kleinhans, ist eine ehemalige Schweizer Mountainbike-Fahrerin und fünffache Schweizer Meisterin.

## Leben
Lüthi wuchs in Worb im Kanton Bern auf. Sie studierte Sport-, Medienwissenschaften und Geschichte.
Sie begann im Leistungssport mit Schwimmen, wechselte später zum Triathlon und erst spät zum Mountainbike. 2010 erhielt sie einen Vertrag beim südafrikanischen Team Spur und wanderte nach Stellenbosch in Südafrika aus. Im Januar 2019 wurde sie für das Kross Racing Team in Polen verpflichtet.
Lüthi ist fünffache Schweizer Meisterin im Mountainbike-Marathon, Marathon-WM-Dritte von 2020 und EM-Dritte von 2018 sowie fünffache Cape-Epic-Siegerin, zweimal im Mixed und dreimal bei den Frauen. Sie gewann zahlreiche Rennen, darunter das Absa Cape Epic, das Cape Pioneer Trek, den Attakwas Extreme UCI Marathon und das Swiss Epic. Im Jahr 2018 gewann Lüthi beim Mountainbike Epic in Rumänien gegen 130 weitere Teilnehmer und Teilnehmerinnen aus 25 Nationen und absolvierte dabei innert vier Tagen 8500 Höhenmeter.
Ariane Lüthi äusserte sich 2018 öffentlich darüber, dass sie zwei Jahre lang mit einer Depression zu kämpfen hatte. Zwischenzeitlich hiess sie Ariane Kleinhans, als sie mit ihrem südafrikanischen Partner verheiratet war.
Im März 2023 trat Lüthi infolge einer Covid-19-Erkrankung als Sportlerin zurück.

## Erfolge
2012
- Gesamtwertung Cape Epic (mit Erik Kleinhans)

2013
- Schweizer Meisterin – Marathon XCM
- Gesamtwertung Cape Epic (mit Erik Kleinhans)
- Grand Raid BCVS

2014
- Gesamtwertung Cape Epic (mit Annika Langvad)
- Gesamtwertung Swiss Epic (mit Annika Langvad)
- Grand Raid BCVS

2015
- Gesamtwertung Cape Epic (mit Annika Langvad)

2016
- Gesamtwertung Cape Epic (mit Annika Langvad)
- Grand Raid BCVS

2018
- Europameisterschaften – Marathon XCM
- Schweizer Meisterin – Marathon XCM

2019
- Schweizer Meisterin – Marathon XCM

2020
- Weltmeisterschaften – Marathon XCM

2021
- Schweizer Meisterin – Marathon XCM
- Gesamtwertung Swiss Epic (mit Robyn de Groot)

2022
- Gesamtwertung Andalucía Bike Race (mit Amy McDougall)